# Kapellen-Breitpfeiler Amtsstraße

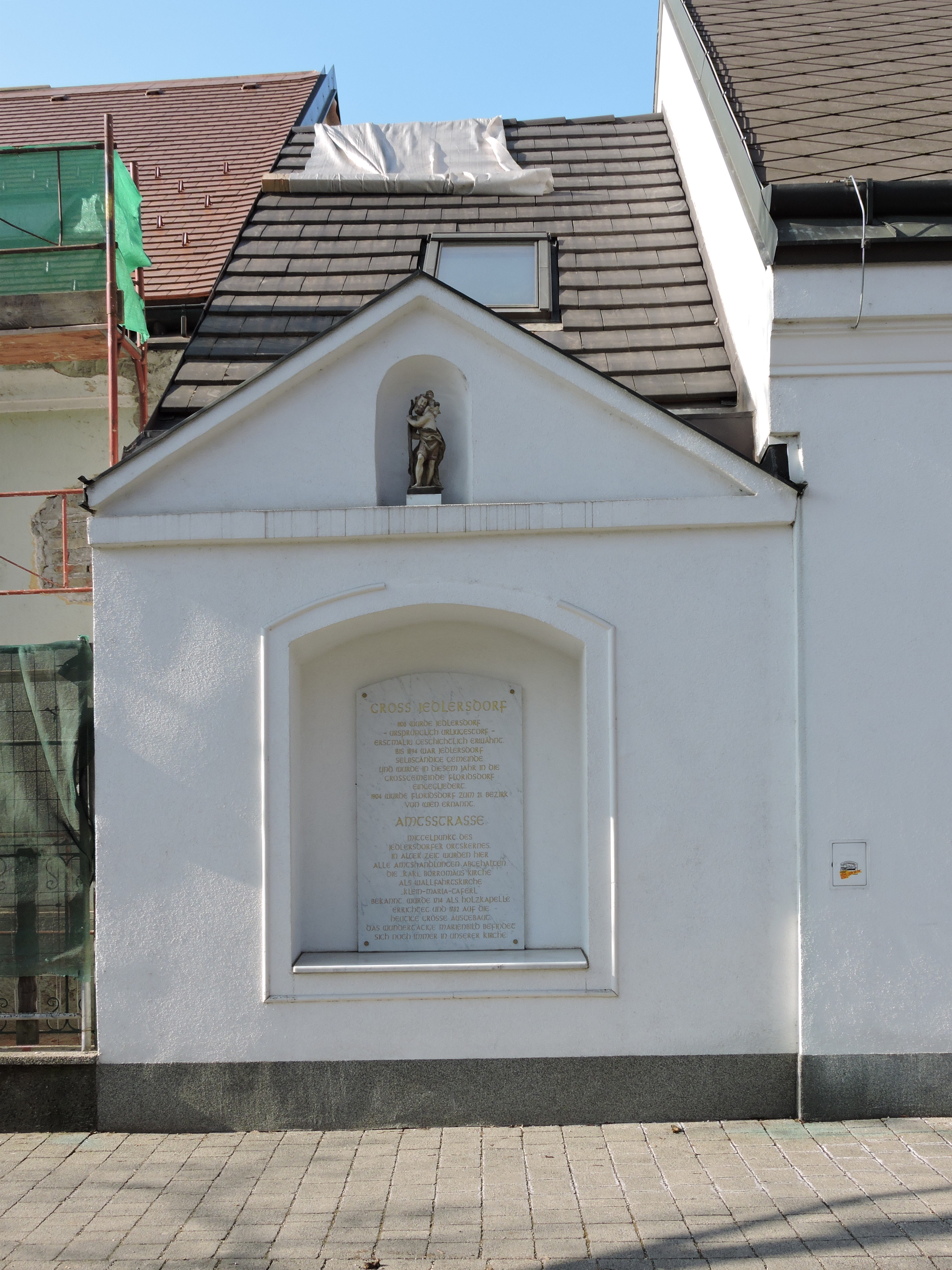
Kapellen-Breitpfeiler Amtsstraße

Der Kapellenbreitpfeiler  ist ein Kapellen-Breitpfeiler, der in die Fassade des Hauses Amtsstraße 15 im 21. Wiener Gemeindebezirk Floridsdorf integriert ist.

## Geschichte
Das Objekt wurde 1882 aufgestellt. Die Figur stammt aus dem 20. Jahrhundert.

## Beschreibung
Der Breitpfeiler steht, in die Fassade integriert, in der Häuserzeile. Er besteht aus verputztem Mauerwerk. Er weist eine große Segmentbogennische mit Inschriftentafel auf. Im Giebelfeld des Dreieckgiebels ist eine kleine Rundbogennische mit einer neueren Holzfigur des heiligen Christophorus.

## Inschrift
Auf der Inschriftentafel in der Segmentbogennische steht folgendes zu lesen:
GROSSJEDLERSDORF. 1108 WURDE JEDLERSDORF – URSPRÜNGLICH URLIUGESTORF – ERSTMALIG GESCHICHTLICH ERWÄHNT. BIS 1894 WAR JEDLERSDORF SELBSTSTÄNDIGE GEMEINDE UND WURDE IN DIESEM JAHR IN DIE GROSSGEMEINDE FLORIDSDORF EINGEGLIEDERT. 1904 WURDE FLORIDSDORF ZUM 21. BEZIRK VON WIEN ERNANNT.
AMTSSTRASSE. MITTELPUNKT DES JEDLERSDORFER ORTSKERNES. IN ALTER ZEIT WURDEN HIER ALLE AMTSHANDLUNGEN ABGEHALTEN. DIE „KARL BORROMÄUS KIRCHE“ ALS WALLFAHRTSKIRCHE „KLEIN-MARIA-TAFERL“ BEKANNT, WURDE 1714 ALS HOLZKAPELLE ERRICHTET UND 1782 AUF DIE HEUTIGE GRÖSSE AUSGEBAUT. DAS WUNDERTÄTIGE MARIENBILD BEFINDET SICH NOCH IMMER IN UNSERER KIRCHE.